# Хејстингс Банда
Хејстингс Камузу Банда (енгл. Hastings Kamuzu Banda; Касунгу, 15. фебруар 1898 — Јужноафричка Република, 25. новембар 1997) био је први председник независне државе Малави. Од 1971. године, прогласио се доживотним председником. Његова владавина је окарактерисана као „високо репресивна аутократија“.
Након што је стекао већи део свог образовања у области етнографије, лингвистике, историје и медицине у иностранству, Банда се вратио у Нјасаленд да би говорио против колонијализма и залагао се за независност од Уједињеног Краљевства. Формално је именован за премијера Нјасаленда и довео је земљу до независности 1964. године. Две године касније, прогласио је Малави републиком са собом као председником. Консолидовао је власт и касније прогласио Малави једнопартијском државом под Конгресном партијом Малавија (КПМ). Године 1970, КПМ га је поставила за доживотног председника странке. Године 1971, постао је доживотни председник самог Малавија.
Познати антикомунистички лидер у Африци, добио је подршку Западног блока током Хладног рата. Генерално је подржавао права жена, побољшао инфраструктуру земље и одржавао добар образовни систем у односу на друге афричке земље. Међутим, он је председавао једним од најрепресивнијих режима у Африци, ери у којој су политички противници редовно мучени и убијани. Групе за људска права процењују да је најмање 6.000 људи убијено, мучено и затворено без суђења. За време његове владавине, према једној процени, убијено је чак 18.000 људи. Добио је критике због одржавања потпуних дипломатских односа са апартхејдском владом у Јужној Африци.

## Младост
Камузу Банда је рођен као Аким Камнкхвала Мтунтама Банда у близини Касунга у Малавију (тада Британска централна Африка) у породици Мфононго Банда и Акупингамнјама Фирије. Његов датум рођења није познат, јер се то догодило када није постојала документација о регистрацији рођења, али је сам Банда често давао датум рођења као 14. мај 1906. Касније, када му је пријатељ, др Донал Броди, предочио доказе о одређеним племенским обичајима, Банда је рекао: „Нико не зна сат, датум, месец или годину у којој сам рођен, иако сада прихватам сведочанство које ми дајете – март или април 1898.“ Одгојен је као презбитеријанац.
Напустио је сеоску школу у близини Мтунтаме и отишао у кућу бабе и деде по мајци и похађао основну школу Чајамба у Чикондви. Године 1908. преселио се у мисијску станицу у Чиланги и 1910. је крштен.
Име Камнкхвала, што значи „мали лек”, замењено је са Камузу, што значи „мали корен”. Име Камузу је добио јер је зачет након што је његовој мајци лекар дао лековито биље за лечење неплодности. Хришћанско име Хејстингс узео је након што га је у Шкотској цркви крстио др Џорџ Прентис, Шкот, 1910. године, дајући себи име по Џону Хејстингсу, шкотском мисионару који је радио у близини његовог села и коме се дивио. Префикс „доктор“ стекао је својим образовањем.
Око 1915–1916, Банда је отишао од куће пешке са Ханоком Мсокером Фиријем, стрицем који је био учитељ у оближњој мисионској школи Ливингстонија, за Хартли, Јужна Родезија (сада Чегуту, Зимбабве). Очигледно је желео да се упише на чувени шкотски презбитеријански Мисионарски институт Лавдејл у Јужној Африци, али је завршио своје образовање по стандарду 8 без студирања тамо. Године 1917, отишао је пешке у Јоханезбург у Јужној Африци. Неколико година је радио у дубоком руднику Витвотерсранд на гребену Трансвал. Током тог периода, упознао је бискупа Вилијама Текумсеа Вернона из Афричке методистичке епископалне цркве (АМЕ) који је понудио да плати његову школарину у методистичкој школи у Сједињеним Државама ако може сам да плати пут. Године 1925, одлази у Њујорк.

## Биографија
У иностранству је провео 42 године. Школовао се за лекара у Шкотској да би године 1963. постао први премијер независног Малавија. Када су му покушали ограничити овласти 1964, отпустио је четири министра, а још два су дала оставке на своје функције. Године 1966, постао је председник, а 1971. се прогласио доживотним председником. Његов режим је био ауторитаран и често критикован због тога што је као једина афричка земља имао добре односе с Јужном Африком у доба апартхејда. Прогонио је и протеривао опорбу, као и припаднике племена са севера Малавија. Он је дао име држави.
Банда је био познат по својој конзервативности. Увео је прописе о одевању и фризури и све до 1990-их забрањивао телевизију у својој земљи. С друге стране, увео је цели низ реформи у циљу изједначавања положаја мушкараца и жена, те изградио инфраструктуру земље. Сопствени језик није познавао, па је користио преводиоца. Верује се да је за време своје владавине за себе присвојио 320 милиона америчких долара.
Године 1994, дозволио је вишестраначје и на изборима био поражен од Бакилија Мулузија. Умро је 1997. године у болници у Јужноафричкој Републици.
Конгресна странка Малавија, коју је основао, данас је најважнији политички фактор у земљи.

### Сједињене Државе
Банда је студирао у средњошколском одсеку Вилберфорс Института, афроамеричког AME колеџа (члана AME), сада познатог као Централни државни универзитет, у Вилберфорсу, Охајо, и дипломирао је 1928. године. Пошто је његова финансијска подршка сада била окончана, Банда је зарадио нешто новца на говорничким ангажманима које је организовао гански едукатор Квеир Агреј, кога је упознао у Јужној Африци.
Говорећи на састанку Киванис клуба, упознао је др Хералда, уз чију помоћ се уписао као студент предмедицине на Универзитету Индијана, где је боравио код госпође В. Н. Кулмер. У Блумингтону је написао неколико есеја о свом родном племену Чева за фолклористу Стита Томпсона, који га је упознао са Едвардом Сапиром, антропологом са Универзитета у Чикагу, на који је после четири семестра прешао. Током свог периода тамо, сарађивао је са афроамеричким антропологом и лингвистом Марком Ханом Воткинс, пружајући информације о његовом матерњем чеванском језику. То је довело до објављивања граматике језика. У Чикагу је боравио код афроамериканке Корине Сондерс. Дипломирао је историју 1931. годионе.
Током тог периода уживао је финансијску подршку госпође Смит, чији је муж, Даглас Смит, стекао богатство од патентираних лекова и пепсодент пасте за зубе и као члан одбора Еастман Кодак. Затим је, још увек уз финансијску подршку ових и других добротвора (укључујући Волтера Б. Стивенсона из Делта Електрик компаније), студирао медицину на Медицинском колеџу Мехари у Тенесију, на којем је стекао диплому доктора медицине 1937. Банда је постао друга особа из Малавија која је стекла медицинску диплому, после Данијела Шарпа Малекебуа.

## Смрт
Банда је умро на клиници Гарден Сити у Јоханезбургу, Јужна Африка, 25. новембра 1997. од респираторне инсуфицијенције. Иако је клиника забележила његову старост као 99, владини званичници наводе да је вероватније да је имао око 90 година. Иако је сахрањен са помпом, у деценији након његове смрти појавили су се позиви да се постави значајнији споменик првом председнику земље. Изградња маузолеја са библиотеком и плесном ареном започета је 2005. године. Завршен 2009. године - по цени од 600.000 америчких долара - маузолеј је направљен од мермера и гранита. Његова четири главна стуба носе иницијале Бандиних кључних принципа – јединство, лојалност, послушност и дисциплина. Године 2009. постављена је бронзана статуа Банде. Од 10. априла 1995. године, када је умро бивши премијер Индије Морарџи Десаи, Банда је био најстарији живи бивши шеф владе на свету до своје смрти 1997. године.